# Sir Bani Yas

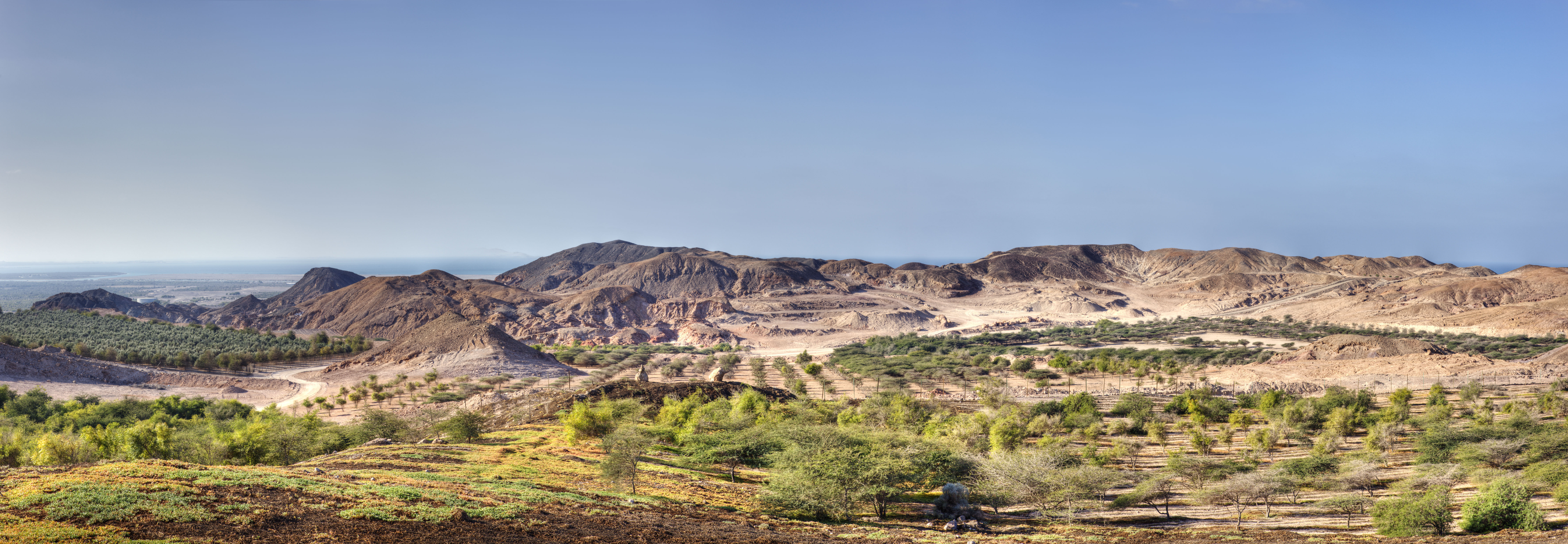
Panorama da ilha de Sir Bani Yas.

Sir Bani Yas (em árabe: صير بنى ياس) é uma ilha natural localizada a 100 km (62 milhas) do sudoeste de Abu Dhabi, capital dos Emirados Árabes Unidos.

## História
O nome Sir Bani Yas originou-se da tribo Bani Yas, que primeiro habitaram Abu Dhabi. Sir Bani Yas é a crista de um domo de sal criado há milhões de anos por forças geológicas naturais.
Os primeiros colonos humanos chegaram há milhares de anos. Trinta e seis sítios arqueológicos foram descobertos ao longo de Sir Bani Yas, cada um fornecendo uma visão distinta na história da ilha. Um dos sítios mais antigos são os restos de um mosteiro cristão nestoriano, que remonta a 600 d.C.
Em 1971 o xeque Zayed tornou-se o primeiro presidente dos Emirados Árabes Unidos e escolheu a ilha como um retiro. Em 1977, ele passou uma lei que proíbe-se a caça no local e começou a desenvolvê-la como uma preserva a vida selvagem em seu "Greening of the Desert", sendo concebido para ajudar a tornar os desertos mais adequado para o assentamento humano e proporcionar um refúgio para muitas das espécies selvagens ameaçadas de Saudita. Milhares de árvores foram plantadas e várias espécies de animais foram introduzidas na ilha, incluindo gazelas, lamas, emas, girafas e avestruzes. Uma vez que a reserva foi criada, Xeque Zayed queria compartilhar os resultados com o mundo; Por isso, foi aberto para os turistas em fins de semana. Estes passeios logo tornaram-se tão populares que visitas faziam reservas com um ano de antecedência.
Em 2007, o governo de Abu Dhabi estabeleceu as "Ilhas Desertas". Estas reunem Sir Bani Yas, Dalma Island e seis circundantes afloramentos de areia. Sir Bani Yas e as ilhas Dalma são desenvolvidas e podem ser visitadas, mas as 6 ilhas descobertas estão fechadas para o público. 

## Sustentabilidade
Sir Bani Yas está sendo desenvolvida no que diz respeito à natureza da ilha e ecossistema. A ilha opera a primeira turbina eólica da região, que tem uma capacidade de produção de 850 quilowatts e atualmente está produzindo energia para alimentar as instalações da ilha ao lado de alimentação convencional da rede nacional. A ilha também utiliza energia solar para parte do alojamento do pessoal que não está conectado à rede elétrica.
A empresa de energia renovável de Abu Dhabi Masdar declarou planos para aumentar a capacidade de produção eólica para 30 megawatts.